# Cité Florentine
La cité Florentine est une voie du 19e arrondissement de Paris, en France.

## Situation et accès
La cité Florentine est une voie située dans le 19e arrondissement de Paris. Elle débute au 84, rue de la Villette et se termine en impasse.

## Origine du nom
La voie tire son nom de celui d'un ancien  propriétaire local.

## Historique
Cette voie est située jusqu'en 1860 dans l'ancienne commune de Belleville. 